# Chloroparda
Chloroparda là một chi bướm đêm thuộc họ Geometridae.